# Wygoda (gmina Jędrzejów)
Wygoda – wieś w Polsce, położona w województwie świętokrzyskim, w powiecie jędrzejowskim, w gminie Jędrzejów.
W latach 1975–1998 miejscowość należała administracyjnie do województwa kieleckiego.